# Toba-Wei
Toba-Wei foi um império na China Setentrional. Foi destruído em c. 500d.C, pelos hisiung-nu (hunos em mongol ou chinês). Os juan-juan (ávaros) surgiram nas proximidades do Império Toba-Wei, e foram expulsos ao Oeste para for da Mongólia pelos Turcos Azuis (Celestiais).
Referências bibliogáficas citadas
Atlas da História do Mundo, The Times e Folha de S.Paulo.